# Pediofobie
Pediofobie is een specifieke fobie waarbij een persoon een irrationele en buitensporige angst heeft voor poppen. Het gaat daarbij niet alleen om kinderpoppen, maar kan ook betrekking hebben op marionetten, etalagepoppen, of andere objecten die menselijke trekken nabootsen. Deze angst kan variëren van milde onrust tot een intense paniekreactie, ook wel bij de gedachte aan het zien van poppen. De oorzaak van pediofobie kan liggen in traumatische ervaringen in het verleden met poppen of marionetten.
Pediofobie wordt niet apart erkend als officiële diagnose in de DSM-V, maar valt onder de noemer specifieke fobie als het voldoet aan de eisen voor een angststoornis. De behandeling bestaat vaak uit blootstelling aan poppen in gecontroleerde stappen en cognitieve gedragstherapie, waarmee de angstige gedachten rond poppen worden aangepakt.